# Galeodes rhodicola
Galeodes rhodicola är en spindeldjursart som beskrevs av Roewer 1941. Galeodes rhodicola ingår i släktet Galeodes och familjen Galeodidae. Inga underarter finns listade i Catalogue of Life.